# حرم فاطمه معصومه
حرم فاطمه معصومه محل دفن فاطمه معصومه و مجموعه‌ای آرامگاهی در مرکز شهر قم است. آرامگاه فاطمه معصومه در میان بقعه‌ای با بلندی ۲۰٫۱ و طول و عرض ۹۵٫۲ در ۲۰٫۱ متر قرار گرفته و با کاشی‌های نفیس و زرفام آغاز قرن هفتم پوشیده شده است. گرداگرد مرقد، دیواری به بلندی دو متر و طول و عرض تقریبی ۸۰٫۴ در ۴۰٫۴ متر قرار دارد که در سال ۹۵۰ قمری بنا گردیده و با کاشی زرین فام آراسته شده که اکنون این دیوار با ضریح مشبک از جنس نقره پوشیده شده است.

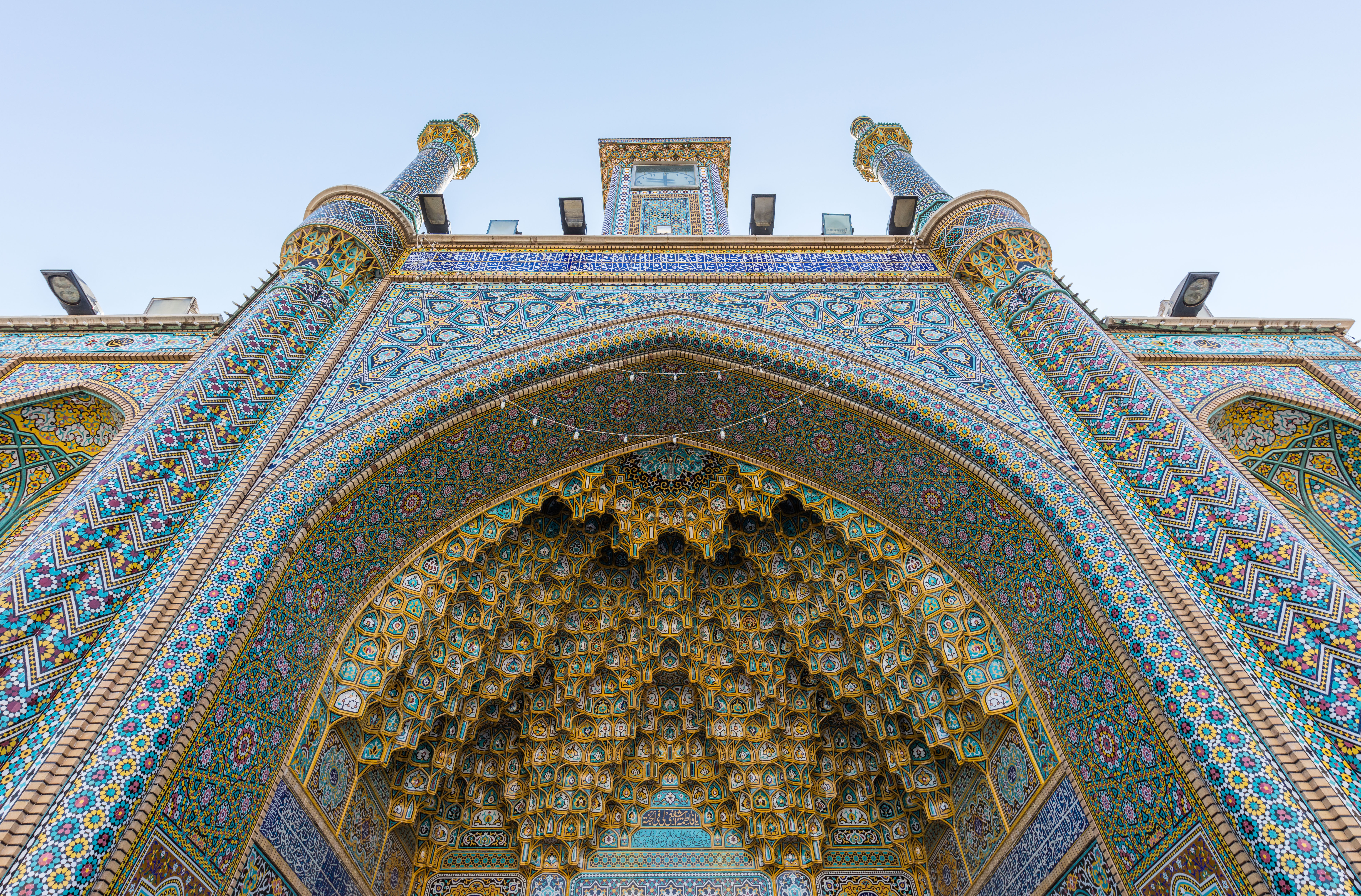
ایوان و مقرنس ایوان حرم فاطمه معصومه در قم.

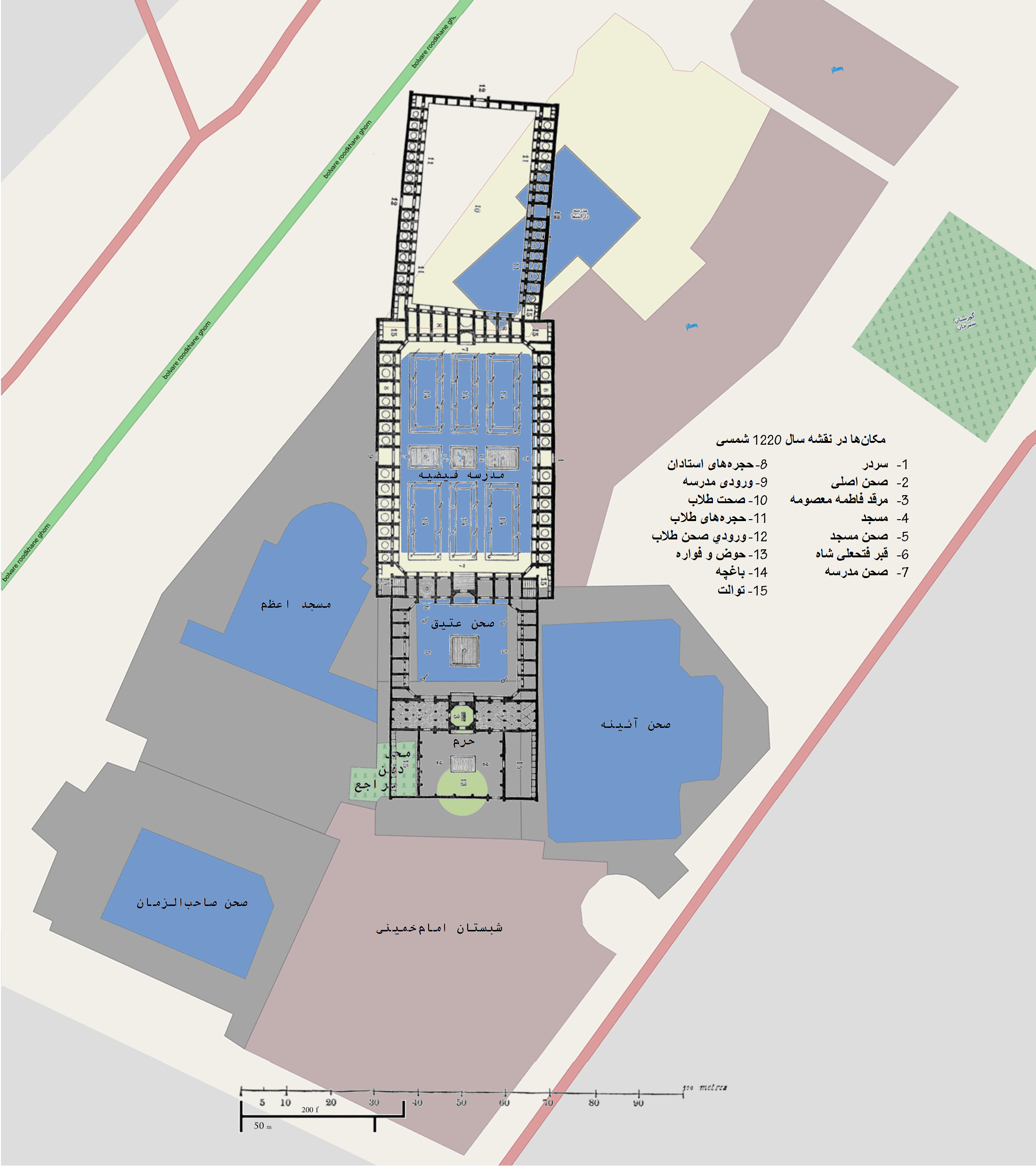
نقشه حرم فاطمه معصومه، تطبیق سال ۱۳۹۲ و ۱۲۲۰ شمسی

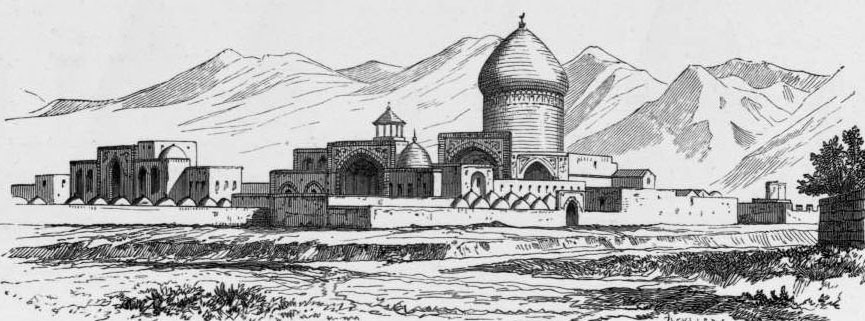
حرم در عصر محمدشاه قاجار

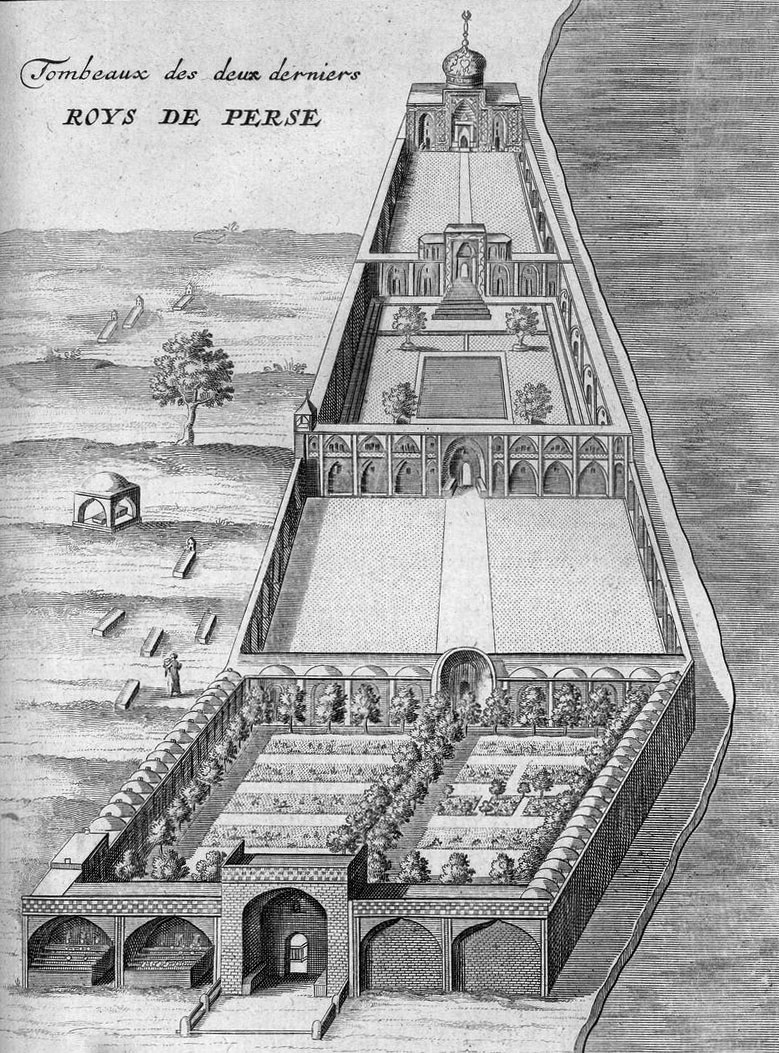
نگاره ای از حرم در زمان صفویه

## تاریخچه

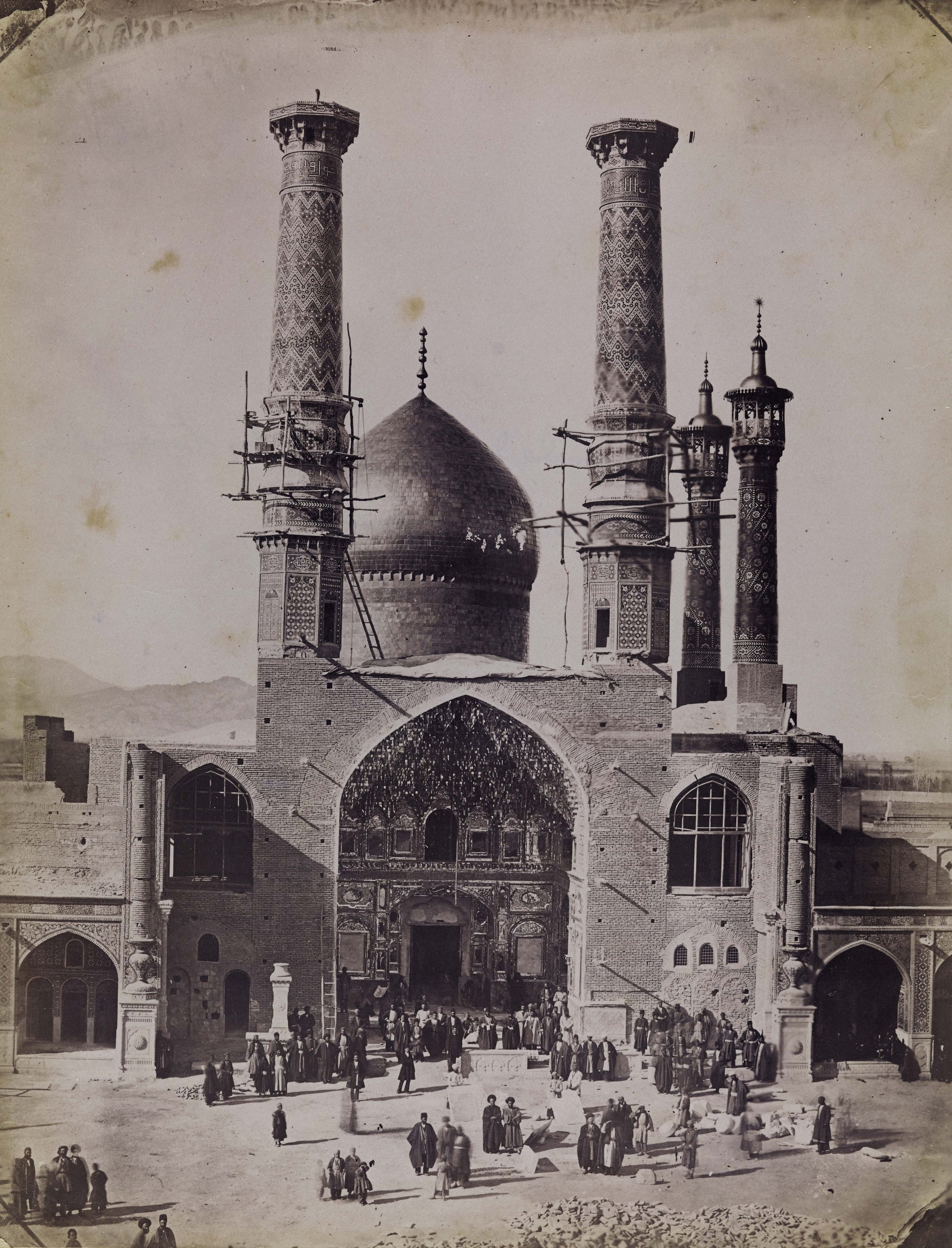
نمای ایوان اصلی پیش از تکمیل گلدسته‌ها، حدود ۱۳۰۰ قمری

نگاره‌ای از سقف مقرنس‌کاری شده از یکی از ایوان‌های صحن اتابکی حرم

سیر تاریخی مرقد فاطمه معصومه در طول دوره‌های مختلف دستخوش تغییراتی بوده است. در سال ۶۰۵ قمری امیر مظفر احمد بن اسماعیل بزرگ خاندان آل مظفر، بزرگ‌ترین استاد کاشی‌ساز آن زمان محمد بن ابی طاهر کاشی قمی را به کار ساخت‌وپرداخت کاشی‌های متنوع مرقد واداشت. او هشت سال به این کار مشغول بود تا سرانجام در ۶۱۳ کاشی‌های مرقد آماده و کار گذاشته شد.
به نوشته شاردن سیاح فرانسوی عصر صفوی، در کتیبهٔ سردر بنا کلمه «مشتاق درک» جهت ثبت سال بنا درج شده بود که به حساب ابجد ۱۰۶۵ (زمان سلطنت شاه عباس دوم) می‌شود. ساختمان حرم در دوره قاجار در سال ۱۲۵۶ شمسی به همت میرزا علی‌اصغر خان اتابک مورد بازسازی قرار گرفت و صحن اتابکی در این دوره ساخته و به بافت حرم افزوده گردید.
در سال ۱۳۰۱ خورشیدی آرامگاه برای نخستین بار مجهز به چراغ برق شد. با تصویب مجلس، موتور برق کاخ سلطنتی که به‌تازگی با موتور دیگری جایگزین شده بود به این آرامگاه واگذار شد.
در سال ۱۳۷۷ شمسی مرقد به شکل جدید که آمیخته‌ای از کاشی و سنگ است تجدید بنا شد و همچنین دیواره‌های داخلی با سنگ مرمر سبز آراسته گردید.

## زیارتنامه
برخلاف برخی از زیارت‌نامه‌هایی که برای معصوم‌زادگان و امام‌زادگان انشاء شده، دربارهٔ فاطمه معصومه این نکته حائز اهمیت است که زیارتنامه‌اش از ناحیه علی بن موسی الرضا نقل شده است.
زیارتنامه فاطمه معصومه در سال ۱۳۹۸ برای نخستین بار در کتابخانه مرکزی آستان قدس رضوی با دستخط علی بن موسی الرضا بازآفرینی شده است. این زیارتنامه، با دستخط منسوب به علی بن موسی الرضا که از روی قرآن شماره ۱۵۸۶ کتابخانه مرکزی آستان قدس رضوی منسوب به وی اقتباس شده بازآفرینی شده است.

## معماری

### ضریح

فضای منتهی به ضریح فاطمه معصومه

در سال ۹۶۵ هجری شاه طهماسب صفوی، در چهار طرف مرقد ضریحی آجری آراسته به کاشی‌های هفت رنگ و کتیبه‌های معرق بنا نمود و در اطراف آن منافذی باز بود تا هم مرقد دیده شود و هم زائران نذورات خود را داخل ضریح بریزند.
در سال ۱۲۳۰ هجری قمری فتحعلی شاه همان ضریح را نقره پوش کرد که این ضریح به مرور زمان فرسوده شد و در سال ۱۲۸۰ ضریحی که از نقره ضریح سابق و نقره‌های موجود در خزانه ساخته شده بود به جای آن نصب گردید.
این ضریح چندین مرتبه تجدید بنا و اصلاح شد و سال‌های متمادی روی مرقد فاطمه معصومه باقی بود تا این که در سال ۱۳۶۸ هجری شمسی به دستور تولیت آن زمان، شکل ضریح را تغییر دادند و ضریحی را با ظرایف هنری ویژه‌ای به جای آن نصب نمودند که آن ضریح همچنان برفراز قبر فاطمه معصومه برقرار است و در اسفند ماه ۱۳۸۰ شمسی، اصلاحات و تعمیرات جدید صورت گرفت. تمام قسمت‌های نقره‌ای ضریح از نقره ۹۲ درصد با نقره ۱۰۰ درصد خالص خریداری شده از بانک مرکزی جمهوری اسلامی ایران تعویض شد و چوب‌های زیر آن اعم از ستون و پایه و… به دست استادان اصفهانی ساخته و قلم‌زنی شد و کارشناسان آستانه مقدسه (قسمت نقره‌ای) آن را تعویض کردند و ضریح سابق فرسوده شده را به خزانه تحویل دادند.
علاوه بر گنبد، ساخت و سازها در ساخت و تزئین مرقد نیز دوران‌های مختلفی را گذرانده است. گرداگرد مرقد (قبر) فاطمه معصومه، دیوارهایی به ارتفاع دو متر با کاشی‌کاری که در سال ۹۵۰ بنا شده است پوشیده شده؛ این دیواره را اکنون می‌توان در درون ضریح مشاهده کرد. در سال ۶۰۵ امیرمظفر احمد بن اسماعیل —بزرگ خاندان آل مظفر— محمد بن ابی ظاهر کاشی را که بزرگ‌ترین کاشی‌ساز آن زمان بود، مأمور تهیه و نصب کاشی در مرقد فاطمه معصومه نمود. محمد بن ابی طاهر هشت سال مشغول این کار شد تا آنکه در سال ۶۱۳ کاشی‌های مرقد نصب شدند. در سال ۹۶۵، شاه تهماسب در چهار طرف مرقد، ضریحی آجری بنا کرد و آن را با کاشی تزئین نمود. منافذی نیز در دیوار جهت دیده شدن مرقد طراحی شده بود. سپس به دستور شاه تهماسب، برای مرقد، ضریحی از فولاد سفید ساخته شد و در جلوی ضریح آجری سابق قرار گرفت. طول این ضریح ۲۵٫۵ و عرض آن ۷۳٫۴ و ارتفاعش ۱۰٫۲ متر بود. در سال ۱۲۳۰ قمری، فتحعلی شاه قاجار همان ضریح را نقره‌پوش کرد. در سال ۱۲۸۰ ضریحی جدید از آب کردن ضریح سابق تهیه شد و نصب گردید. این ضریح تا سال ۱۳۶۸ قمری (مصادف با ۱۳۴۸ شمسی) بر روی مرقد نصب بود تا آنکه در سال ۱۳۶۸ قمری ضریح جدیدی ساخته و نصب گردید که هم‌اکنون نیز نصب می‌باشد.

### گنبد
اولین گنبدی که «پس از سایبان حصیری موسی بن خزرج» برفراز قبر فاطمه معصومه بنا شد، قبه‌ای برجی شکل بود که به همت زینب دختر محمد تقی از مصالح آجر و سنگ و گچ در اواسط قرن سوم هجری ساخته شد. به مرور زمان و پس از دفن بعضی از زنان علوی در جوار فاطمه معصومه دو گنبد دیگر در کنار گنبد اول ساخته شد. این سه گنبد تا سال ۴۴۷ هجری ی برقرار بودند تا این که در همان سال «میر ابوالفضل عراقی» (وزیر طغرل کبیر) به تشویق شیخ طوسی به جای آن سه گنبد، گنبد مرتفعی، آراسته به نقش‌های رنگ آمیزی و تزیینات آجری و کاشی بدون ایوان و حجره بنا نهاد، که تمام قبور سادات و آن بانوان را فرا می‌گرفت.
در سال ۹۲۵ هجری قمری همین گنبد به همت «شاه بیگی بیگم» همسر شاه اسماعیل تجدید بنا و سطح خارجی گنبد با کاشی‌های معرق آراسته گردید. ضمناً ایوان رفیع با دو مناره در صحن عتیق ساخته شد. نهایتاً در سال ۱۲۱۸ هجری همزمان با سلطنت فتحعلی شاه قاجار گنبد با خشت‌هایی طلایی تزیین شد که تا سال ۱۳۷۹ شمسی باقی‌ماند. در سال ۱۳۸۰ به علت تخریب ظاهر گنبد و جهت جلوگیری از وارد شدن صدمات دیگر به ساختمان گنبد توسط تولیت آستانه مقدسه، مسعودی خمینی جهت بازسازی و تعمیرات اساسی گنبد حرم اقدام شد و خشت‌های طلایی سابق جمع‌آوری گردید. پس از بازسازی و تعمیرات اساسی که با هزینه‌ای بالغ بر ۲۵ میلیارد ریال بر روی گنبد صورت گرفت، پرده برداری از گنبد جدید در تاریخ ۶ شهریور ۱۳۸۴ هجری شمسی به دست محمدتقی بهجت انجام شد.
قبه برجی شکلی که زینب از آجر و سنگ و گچ بر فراز قبر فاطمه معصومه ساخته بود در اواسط قرن سوم هجری قمری ساخته شده و به مرور زمان با دفن سایر زنان علوی، دو گنبد دیگر در کنار گنبد آجری بنا شد. این سه گنبد تا سال ۴۷۷ پابرجا بود تا آنجا که میر ابوالفضل عراقی (وزیر طغرل کبیر) به تشویق شیخ طوسی، به جای سه گنبد قدیمی، گنبدی رفیع به قطر ۱۱ و ارتفاع ۱۴ متر ساخته شد؛ این گنبد، با نمای کاشی‌کاری و آجرهای تزئینی بود و هیچگونه ایوان و حجره‌ای نداشت. این گنبد در سال ۹۲۵ با تلاش شاه بیگی بیگم (دختر شاه اسماعیل صفوی) تجدید بنا شد و یک ایوان، دو مناره و یک صحن به بنا اضافه گردید. همین گنبد در سال ۱۲۱۸ قمری با دوازده هزار خشت طلاکاری شده تزئین گردید. ارتفاع این گنبد از سطح بام ۱۶ متر و از سطح زمین ۳۲ متر می‌باشد. در گلوگاه ساق گنبد اشعاری از فتحعلی خان صبا به خط نستعلیق نقش بسته است. اشعار به شرح زیر است:
| آتش موسی عیان از سینه سیناستی       |  | یا که زرّین بارگاه بضعه موساستی |
| بضعه موسی بن جعفر، فاطمه کز روی قدر |  | خاک درگاهش عبیر طرّه حوراستی    |
| نوگلی رنگین ز طُرف گلشن یاسین بود    |  | آیتی روشن به صدر نامه طاهاستی  |
| پرتوی از آفتاب اصطفای مصطفی         |  | زُهره ای از آسمان عصمت زهراستی  |
| صحن او را هست اقصی پایه عزّت چنان    |  | کز شرف مسجود سقف مسجد اقصاستی  |
| پستی از صحن حریمش را به پاتاق حرم   |  | کین مکان عزّت و آن مسکن غبراستی |

#### ماده تاریخی تذهیب گنبد
محمدصادق ناطق اصفهانی در تاریخ تذهیب این گنبد هم قصیده‌ای شامل شصت و دو بیت سروده است که تمام مصراع‌های آن یعنی یکصد و بیست چهار مصراع هریک تاریخ ۱۲۱۸ دارد که تاریخ تذهیب گنبد مزبور است و حتی عناوینی که برای این قصیده انتخاب کرده همگی ماده تاریخ همان تاریخ یعنی ۱۲۱۸ می‌باشد. این قصیده که به عنوان قصیده معجزیه نامگذاری شده است با بیت زیر شروع می‌گردد:
| این قبه گلبنی است بزیور برآمده |  | یا پاک گوهریست پر از زیور آمده |

## پادشاهان مدفون در حرم
چهار پادشاه از صفویان از جمله شاه عباس دوم و شاه صفی یکم، دو پادشاه از قاجار، و همچنین تعدادی از شاهزادگان قاجار در مسجد شاه واقع در حرم فاطمه معصومه دفن شده‌اند. این مسجد در کنار ضریح فاطمه معصومه قرار دارد.

## پادشاهان صفوی
برای اطلاعات بیشتر این‌ها را ببینید: مقبره شاه عباس دوم، شاه صفی یکم
شاه عباس دوم و شاه صفی یکم کنار یک دیگر در قسمت بیرونی و کنار ضریح دفن شده‌اند؛ شاه عباس دوم در قسمت مردانه آن ور خطی که مردان و زنان را جدا می‌کند دفن شده و شاه صفی یکم آنطرف خط در قسمت زنانه دفن شده‌اند.
اما شاه سلطان حسین و شاه سلیمان یکم صفوی در سمت جنوب غربی حرم (رواق جنوبی) چسبیده به یک دیگر دفن شده‌اند.
این قبرها تماماً در سال ۱۳۶۳ شمسی به دستور صادق خلخالی حاکم شرع و رئیس تمام دادگاه‌های ایران صاف شده از هر چهار قبر فقط یک کاشی بزرگ به جای مانده و حتی از بین این چهار دو قبر را زیر فرش انداختند.
سنگ قبر تمامی قبرها در موزه آستانه مقدسه قم نگه داری می‌شود.
- شاه صفی یکم
- مقبره شاه عباس دوم
- شاه سلیمان یکم
- شاه سلطان حسین

## پادشاهان قاجار

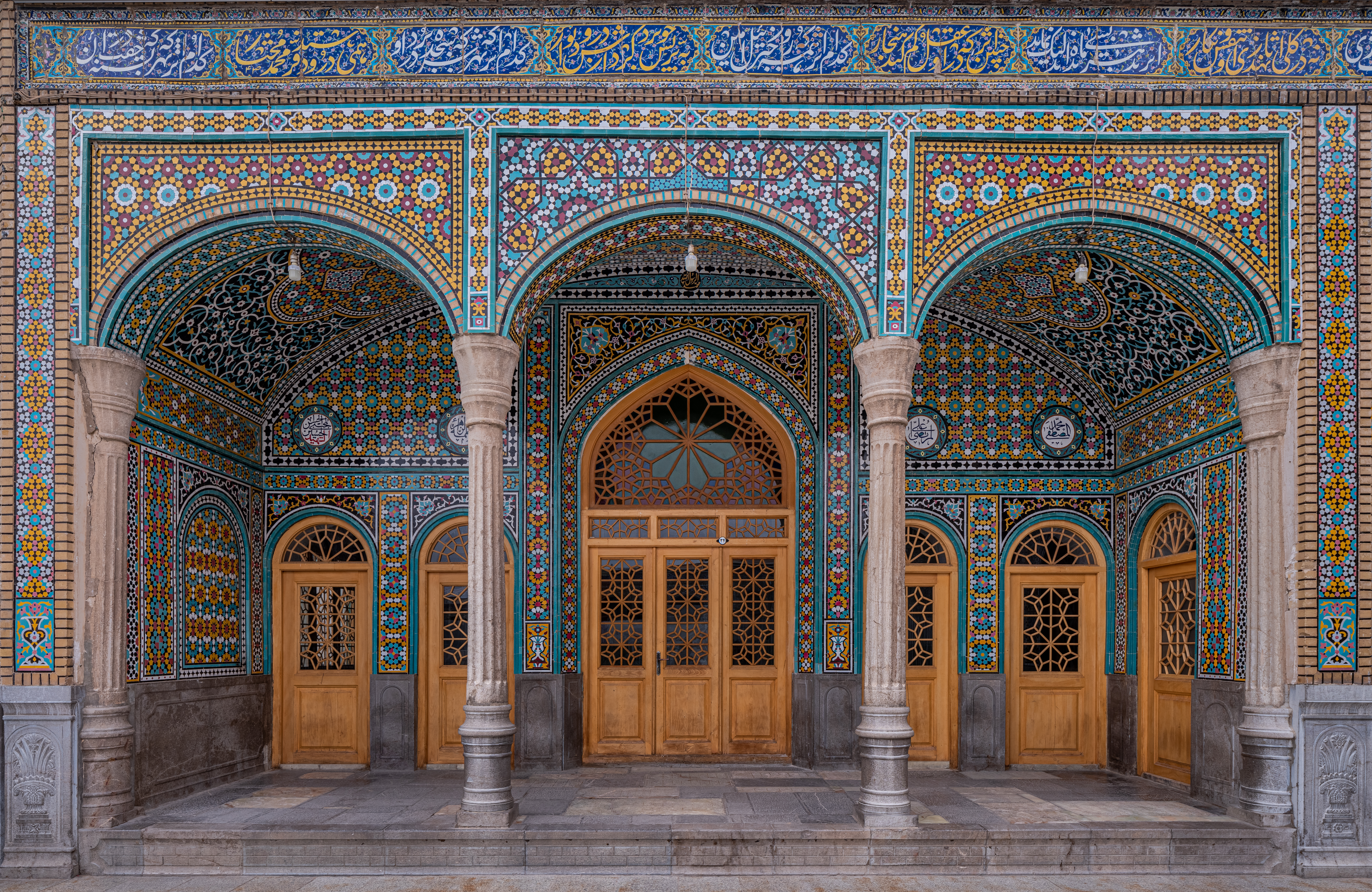
نگاره‌ای از اتاق‌هایی در صحن اتابکی (امام رضا) واقع در حرم فاطمه معصومه. صحن اتابکی در دورهٔ قاجار و با همت و خرج میرزا علی‌اصغر اتابک ساخته شد.

پادشاهان قاجار در ضلع شمالی صحن عتیق دفن شده‌اند. سنگ قبرها برداشته شده و اکنون در موزه نگهداری می‌شوند.
- فتحعلی‌شاه قاجار این قبر بسیار ضریح بزرگی داشته و روبروی ایوان طلای حرم است در این آرامگاه بزرگ میرزا حسن مستوفی‌الممالک آشتیانی هم دفن شده است.
- محمدشاه قاجار در جلوی دو پادشاه صفوی شاه سلطان حسین و شاه صفی یکم و در قسمت ورودی حرم سه قبر دفن شده مهدعلیا در سمت چپ و محمدشاه در وسط و منوچهر معتمد الدوله حاکم اصفهان در سمت راست هر سه قبر صاف شده و زیر فرش هستند.

### شاهزادگان و حکمرانان قاجار
- مهدعلیا (مادر ناصرالدین‌شاه قاجار) در بالا توضیح داده شده
- منوچهر معتمدالدوله (حکمران اصفهان) در بالا توضیح داده شده.
- قهرمان میرزا (فرزند عباس میرزا) در میان قبر فتحعلی‌شاه و راهروی صحن
- میرزا حسن مستوفی‌الممالک آشتیانی هم در بالا توضیح داده شده.

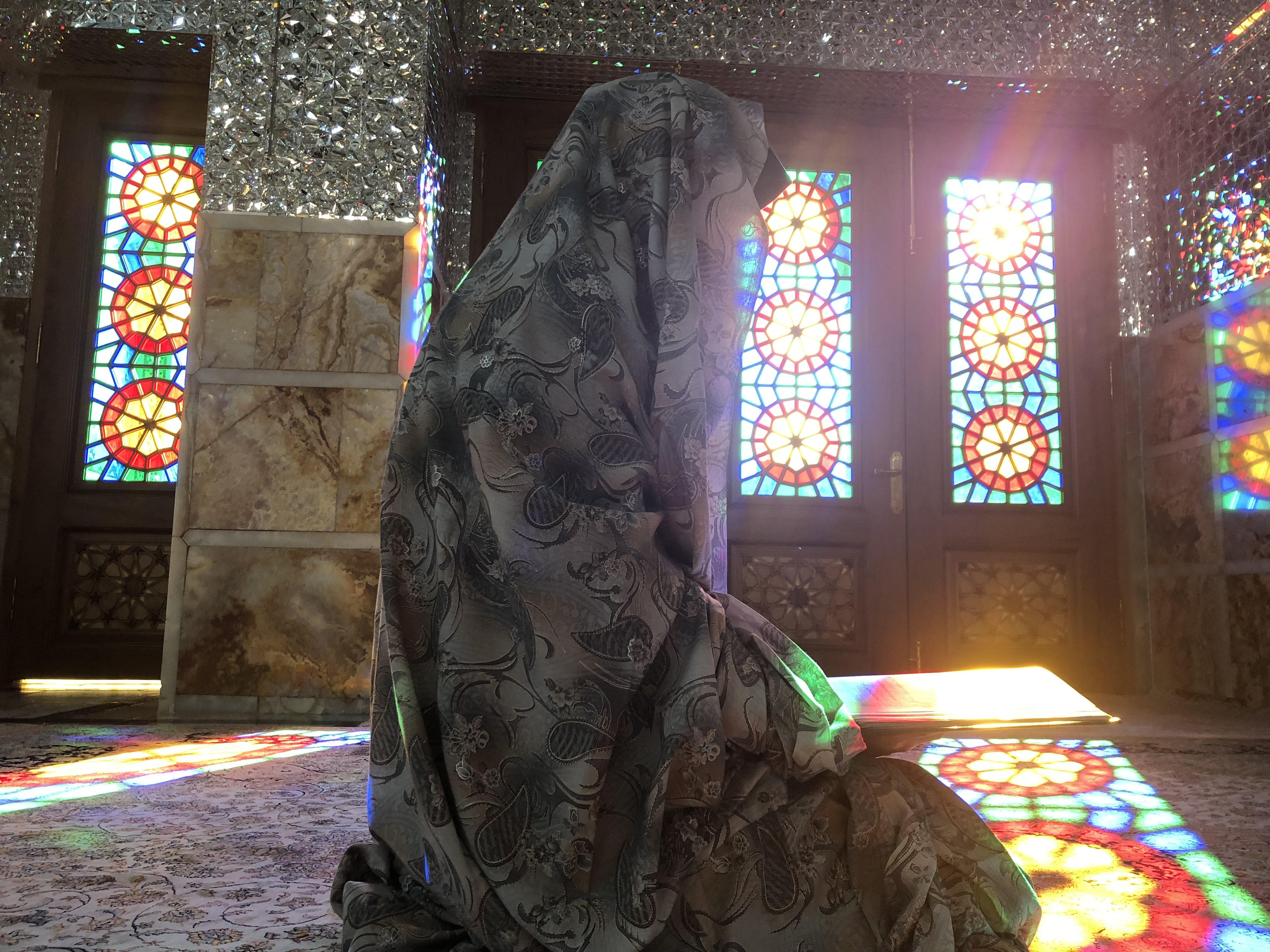
نمایی از رواق حضرت خدیجه حرم فاطمه معصومه

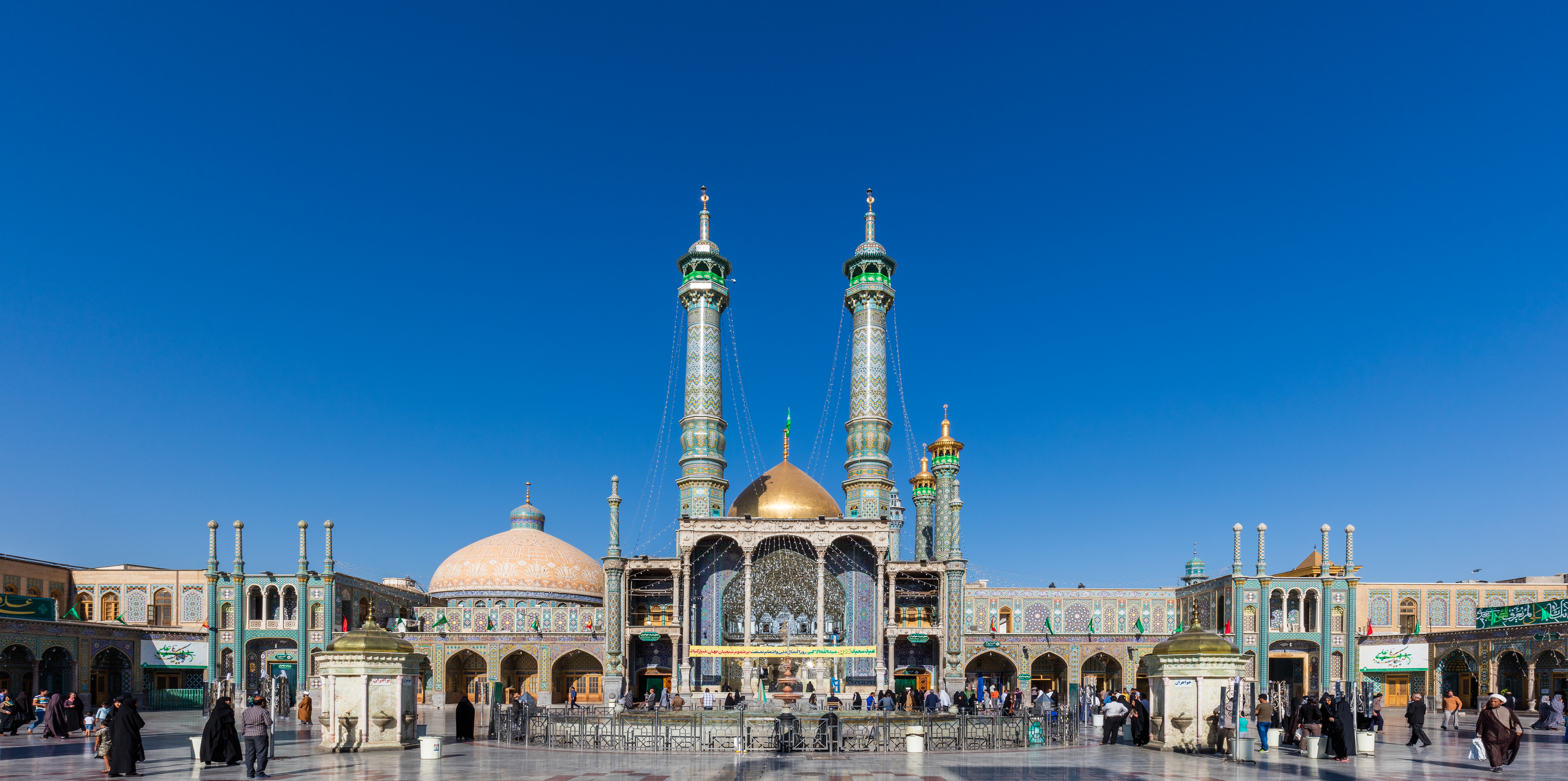
نمایی از حرم فاطمه معصومه و ایوان آینه.